# Mladen Bojinović
Mladen Bojinović, srbski rokometaš, * 17. januar 1977, Banja Luka.
Leta 2010 je na evropskem rokometnem prvenstvu s srbsko reprezentanco osvojil 13. mesto.